# Тилландсия уснеевидная
Тилла́ндсия уснееви́дная, или Испа́нский мох, или Луизиа́нский мох, или Испанская борода́ (лат. Tillandsia usneoides) — растение семейства Бромелиевые.
Аэрофитное растение, лишённое корней и цепляющееся за кору деревьев своими тонкими, почти нитевидными стеблями. Стебли эти покрыты чешуевидными волосками, служащими для всасывания воды.
Именно испанский мох придаёт американскому сельскому пейзажу необычный, почти мистический вид, особенно в лунную туманную ночь, когда лунный свет фильтруется сквозь свисающие «бороды», отбрасывающие длинные узкие тени, между которыми пролетают светлячки.

## Распространение
Распространено в хорошо увлажнённых тропических и субтропических регионах Нового Света, от юга и юго-востока США на севере до субтропических областей Аргентины и Чили на юге. Существует несколько разновидностей и подвидов. В Боливии поднимается на высоту до 3500 метров (в столице страны — Ла-Пасе испанский мох растёт прямо на ЛЭП).

## Название
Внешний вид напоминал индейцам, у которых борода растёт плохо, густые бороды испанских конкистадоров, прибывших в Америку в XVI веке, поэтому его называют испанской бородой или испанским мхом. Луизианским мхом растение прозвано из-за широкого распространения в заболоченной местности устья реки Миссисипи (штат Луизиана), где произрастает на болотных кипарисах.

## Хозяйственное значение и применение
В колониальные времена тонкие, гибкие стебли этого растения под названием «древесного волоса», «растительного конского волоса», «Caragate» использовали для набивки матрацев и подушек, изготовления мягкой мебели, ныне им продолжают пользоваться для изготовления ритуальных кукол вуду.
При строительстве гнезда испанский мох используют птицы.

## Биологическое описание

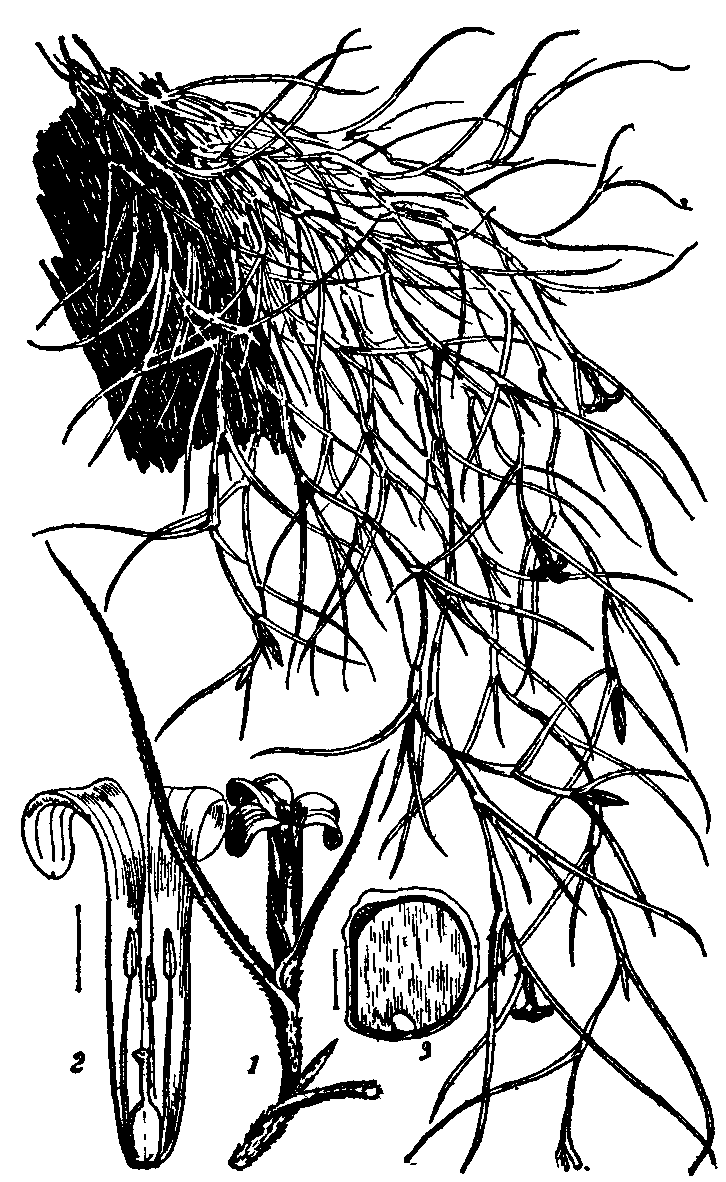
Ботаническая иллюстрация из Encyclopædia Britannica, 1911

Испанский мох — цветковое растение, мхом (размножающимся спорами) или лишайником он на самом деле не является, хотя и похож на лишайник уснею своей сине-зелёной окраской, отсюда и появилось его видовое название — тилландсия уснеевидная.
Растение обычно густо обвивает своими длинными серо-зелёными или серо-голубыми прядями стволы и кроны крупных деревьев (обычно кипарисов и старых американских дубов). Молодое растение корнями укрепляется в коре дерева, но не паразитирует на нём. Стебли испанского мха тонкие, нитевидные, сильно разветвлённые, с небольшими шиловидными листьями. Вся поверхность растения при этом покрыта мелкими чешуйками, служащими для поглощения осадков, росы и влаги из переувлажнённого тропического воздуха. По мере нарастания новых стеблей нижняя часть растения постепенно отмирает. Длина живых побегов составляет 15—20 см, отмершие побеги продолжают свисать с молодых, образуя «бороды» длиной до 3 м.
Цветки мелкие, жёлтого цвета.
Плод — коробочка.
Чаще всего данное растение размножается вегетативно — то есть кусочками стеблей, которые разносятся по лесу и опушкам в период сезона ураганов, во время смерчей, в дождливую, ветреную погоду. Мелкие семена, покрытые волосками, разносятся ветром.
|                                  |  |  |
| Деревья, обросшие испанским мхом |  |  |